# ネットやろうぜ!

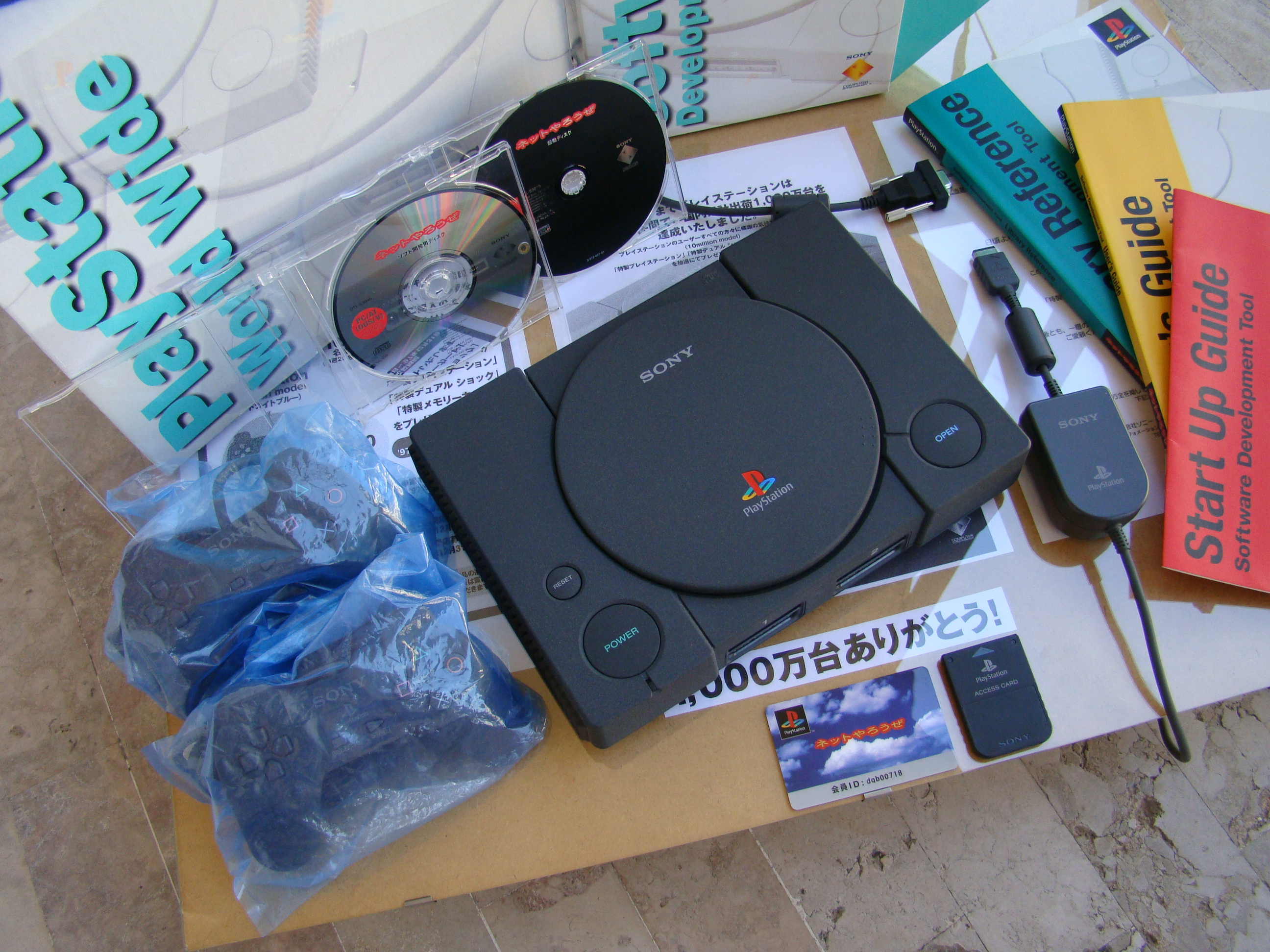
ネットやろうぜ!のソフトウェア開発キット

ネットやろうぜ!は一般層向けのPlayStation開発キットである。
1996年当時、12万円で販売された。既に販売終了している。
プログラムの作成はPCのGNU-Cコンパイラで行い、作成したプログラムをPlayStationにシリアルケーブルで転送し、動作させる。

## 付属した開発用PlayStation
ネットやろうぜ!に付属するPlayStation(DTL-H3000)は梨地加工された黒色の筐体で、国籍プロテクトが省かれていた。このため、海外で販売されているゲームソフトがそのまま動いた。その黒い外見から「黒ステ」とも呼ばれる。
当時12万円以上した3次元グラフィックソフトLightWaveが付属しており、かなりお得なセット商品であった。